# YOU (タレント)
YOU（ゆう、1964年8月29日 - ）は、日本のタレント、歌手、女優、モデル、作詞家、エッセイスト。CIRCLE LINE所属。東京都小金井市出身。

## 略歴
原宿でスカウトされて芸能界に入り、18歳の頃からモデルとして活動。
1985年、「江原由希子」名義でシングル「ちょっとだけ」でアイドル歌手としてデビュー。同時に女優としてドラマや舞台に出演。
1988年、ラジカル・ガジベリビンバ・システム（RGS）の舞台に出演していたところをバンド「SHI-SHONEN」の戸田誠司にスカウトされ、川口浩和を加えた3人でバンド「FAIRCHILD」を結成し、ボーカルと作詞を担当。同時期に芸名を現在のYOUに改名し、シングル「おまかせピタゴラス」で歌手として再デビューを果たす。本人は「バンドなんて全然考えていなかったけどベースの人から誘われて入った」と語っている。当時、アミューズに所属。
1990年、近畿圏のラジオ番組『MBSヤングタウン木曜日』ダウンタウン担当曜日のアシスタントとしてレギュラー出演。このダウンタウンとの共演が、後の芸能活動の方向性を決定付けた。
1991年、フジテレビのバラエティ番組『ダウンタウンのごっつええ感じ』にレギュラー出演。並行して活動していたFAIRCHILDのボーカルとはイメージが異なるために事務所から出演を反対されていたが、それを押し切って出演を決めた。
1991年、ロックバンド「THE PRIVATES」のギタリストである手塚稔と結婚したが、1997年1月に離婚。同年7月に俳優の松岡俊介と再婚し、同年11月に長男を出産。2005年に離婚。
1993年、メンバー間の確執や自身のタレント活動へのシフトなどによりFAIRCHILD解散。
1999年、ラフォーレミュージアム原宿でバナナマンとのユニット「FULL CHAMPION STYLES」を決行。
2004年、映画『誰も知らない』で柳楽優弥らが演じた4人の子供を捨てた母親役で出演し、カンヌ国際映画祭にも出席した。
2006年10月、倉本美津留（ヤングタウンの構成作家時代からのつきあい）との音楽ユニット「YOUに美津留」を結成し、NHKの音楽番組『みんなのうた』に同グループ名義でのデビューシングル「月」を提供した。

## 人物
モデル、音楽（バンド）活動を経て、女優やタレントとしてバラエティ番組や映画、CM出演、雑誌のエッセイ連載など幅広く活躍。
バンド解散後はソロとしてCDをリリースしたり、他アーティストのアルバムに作詞やコーラスで参加することもしばしばある。
女性からの高い支持について「（歌手でも女優でもモデルでもないという意味で）ちょうど隙間だったんだと思う。」と自己分析している。
18歳以降、美容院に行っていない。スタイリストもつけず、テレビ番組などは基本的に私服で出演している。
YOUという芸名を自ら「世界一検索しにくい芸名」としている。本名の由希子から来るあだ名の「ゆうちゃん」に由来するが、FAIRCHILDで再デビューする際に名前をどうするかという時に、事務所の人が勝手に「YOU」と書き、これがそのまま芸名になっているという。
自身のデビュー曲『ちょっとだけ』の作詞が秋元康であるが、これについて「初めて売れなかった秋元康さんの作詞」と話していたことがある。

## 音楽作品

### シングル
|                                                   | 発売日                                            | タイトル                                          | c/w                                               | 規格                                              | 規格品番                                          | オリコン最高位                                    |
| テイチクレコード / コンチネンタル 江原由希子 名義 | テイチクレコード / コンチネンタル 江原由希子 名義 | テイチクレコード / コンチネンタル 江原由希子 名義 | テイチクレコード / コンチネンタル 江原由希子 名義 | テイチクレコード / コンチネンタル 江原由希子 名義 | テイチクレコード / コンチネンタル 江原由希子 名義 | テイチクレコード / コンチネンタル 江原由希子 名義 |
| ------------------------------------------------- | ------------------------------------------------- | ------------------------------------------------- | ------------------------------------------------- | ------------------------------------------------- | ------------------------------------------------- | ------------------------------------------------- |
| 1st                                               | 1985年2月21日                                     | ちょっとだけ                                      | I DON'T WANNA DANCE                               | EP                                                | CE-50                                             | 圏外                                              |
| 2nd                                               | 1985年8月21日                                     | 心のままに                                        | ベルベット・ストーリー                            | EP                                                | CE-54                                             | 圏外                                              |
| 3rd                                               | 1985年11月21日                                    | “I Love You”は哀しい英語                          | ポーカーフェイス・ガール                          | EP                                                | CE-58                                             | 圏外                                              |
| ポニーキャニオン YOU 名義                         |                                                   |                                                   |                                                   |                                                   |                                                   |                                                   |
| 4th                                               | 1994年6月17日                                     | 二回目のキス                                      | A bientot                                         | 8cmCD                                             | PCDA-00610                                        | 82位                                              |
| 5th                                               | 1995年5月19日                                     | 陽炎                                              | 赤い花                                            | 8cmCD                                             | PCDA-00712                                        | 圏外                                              |
| 6th                                               | 1995年10月4日                                     | 私が最近想うこと                                  | 月曜日                                            | 8cmCD                                             | PCDA-00765                                        | 97位                                              |
| 7th                                               | 1996年3月21日                                     | デートしましょ                                    | スイート                                          | 8cmCD                                             | PCDA-00832                                        | 圏外                                              |
| 8th                                               | 1996年11月21日                                    | miss you                                          | ケーキを喰う女                                    | 8cmCD                                             | PCDA-00921                                        | 圏外                                              |
| 9th                                               | 1997年5月16日                                     | 幸せでゆこう                                      | 楽しい大人                                        | 8cmCD                                             | PCDA-00970                                        | 圏外                                              |

### デュエットシングル
| 名義        | 発売日         | タイトル | c/w | 規格   | 規格品番   | 発売元           |
| ----------- | -------------- | -------- | --- | ------ | ---------- | ---------------- |
| YOUに美津留 | 2006年10月18日 | 月       |     | CD+DVD | PCBP-51854 | ポニーキャニオン |

### アルバム

#### オリジナル・アルバム
|                                                   | 発売日                                            | タイトル                                          | 規格                                              | 規格品番                                          | オリコン最高位                                    |
| テイチクレコード / コンチネンタル 江原由希子 名義 | テイチクレコード / コンチネンタル 江原由希子 名義 | テイチクレコード / コンチネンタル 江原由希子 名義 | テイチクレコード / コンチネンタル 江原由希子 名義 | テイチクレコード / コンチネンタル 江原由希子 名義 | テイチクレコード / コンチネンタル 江原由希子 名義 |
| ------------------------------------------------- | ------------------------------------------------- | ------------------------------------------------- | ------------------------------------------------- | ------------------------------------------------- | ------------------------------------------------- |
| 1st                                               | 1986年1月31日                                     | 男達には判らない                                  | LP                                                | CI-39                                             | 圏外                                              |
| ポニーキャニオン YOU 名義                         |                                                   |                                                   |                                                   |                                                   |                                                   |
| 2nd                                               | 1994年10月21日                                    | Cachemire                                         | CD                                                | PCCA-00647                                        |                                                   |
| 3rd                                               | 1996年4月19日                                     | 南向き                                            | CD                                                | PCCA-00929                                        |                                                   |

#### ミニ・アルバム
|                                                   | 発売日                                            | タイトル                                          | 規格                                              | 規格品番                                          | オリコン最高位                                    |
| テイチクレコード / コンチネンタル 江原由希子 名義 | テイチクレコード / コンチネンタル 江原由希子 名義 | テイチクレコード / コンチネンタル 江原由希子 名義 | テイチクレコード / コンチネンタル 江原由希子 名義 | テイチクレコード / コンチネンタル 江原由希子 名義 | テイチクレコード / コンチネンタル 江原由希子 名義 |
| ------------------------------------------------- | ------------------------------------------------- | ------------------------------------------------- | ------------------------------------------------- | ------------------------------------------------- | ------------------------------------------------- |
| 1st                                               | 1985年3月21日                                     | BIRTHDAY                                          | LP                                                | HR-14                                             | 圏外                                              |

### タイアップ曲
| 楽曲 | タイアップ                               |
| ---- | ---------------------------------------- |
| 陽炎 | テレビ朝日系『えびす温泉』イメージソング |
| 月   | NHK『みんなのうた』2006年10月-11月使用曲 |

### 作詞提供
- 中山忍「箱入り娘の嘆き」
- 松野有里巳「en hiver」（オムニバスアルバム「Season's Groovin'」）
- 宮前真樹「HOLY NIGHT」（オムニバスアルバム「Season's Groovin'」）
- smart「不実な、それでもステキな恋」「りんご」「最高に幸せな夜」「虹の果てまで」「青いスカーフ」「赤」「WHITE -冬の色-」
- 藤井隆「ある夜 僕は逃げ出したんだ」「赤と黒｣「未来 -SEX-｣「make over feat.乙葉｣「mode in the end｣「14時前にアレー｣
- 藤井尚之「空の下」
- 戸川京子「MURASAKI」「MIZUIRO」（オムニバスアルバム「GIRLS AT OUR BEST IN WINTER」）
- 吉野佐和子「AKA」（オムニバスアルバム「GIRLS AT OUR BEST IN WINTER」）
- スージー・キム「MELLOW YELLOW」「SILVER SILVER」（オムニバスアルバム「GIRLS AT OUR BEST IN WINTER」）
- あっぱれ学園生徒一同＆さんま大先生「北風の戦士達」（あっぱれさんま大先生 キャンパスソング集 -笑顔の季節-）
- 岩男潤子「勘違いの輪舞曲」
- 西村ちなみ（ねこ娘）「ロックだ、ねこ娘」（ゲゲゲの鬼太郎 -ソングコレクション第1集-）
- ORANGE（穴井夕子所属）「私は笑っていた…」
- 佐伯伽耶「あなたといる時の私」
- ケリー・チャン「はじまりは ずるい朝」
- ともさかりえ「愛しい時」「Good for us!」
- 城南海「るるる」 - アルバム『one』（2019年12月18日に発売）に収録。

## 著書
- 『産む女』（1998年4月、アスペクト）ISBN 4757200560
- 『YOUのこれからこれから』（2003年6月1日、宝島社）ISBN 4796634266
- 『とりあえず一回ねる。』（2007年12月、学習研究社）ISBN 4054036325
- 『うちにもおみえになりました』（2008年6月、学習研究社）ISBN 4054038069
- 『しまいどころいろいろ』（2010年4月、学研パブリッシング）ISBN 978-4054045514
- 『YOUのこれからこれから 恋愛編』（2012年6月22日、宝島社）ISBN 978-4796699594
- 『YOUのこれからこれから 人生編』（2014年3月26日、宝島社）ISBN 978-4800225467

## 出演

### テレビ番組

#### 現在のレギュラー番組
- 発見!仰天!!プレミアもん!!! 土曜はダメよ!（2003年 - 、読売テレビ）
- ねほりんぱほりん（2016年10月 - 、NHK Eテレ） - ぱほりんの声 [15]

#### 不定期出演
- 人生最高レストラン（TBS）
- ロンドンハーツ（テレビ朝日）

#### 過去のレギュラー番組
- ハイブリッドチャイルド（「ニッポンテレビ大学」内の連続ドラマ）（日本テレビ）
- 景山民夫の大人気セミナー（中京テレビ）
- チャーム・ミントタイム（テレビ朝日）
- PEEK A BOO（1986年、テレビ朝日）
- 5時SATマガジン（中京テレビ）
- HITS（1988年 - 1989年、テレビ朝日）
- SUPER WEEKEND LIVE 土曜深夜族（1988年 - 1989年、TBS）
- ダウンタウンのごっつええ感じ（1991年 - 1997年、フジテレビ）
- えびす温泉（1994年 - 1995年、テレビ朝日）
- 明石家マンション物語（1999年 - 2001年、フジテレビ）
- 世界痛快伝説!!運命のダダダダーン!（2000年 - 2003年、朝日放送）
- 明石家ウケんねん物語（2001年 - 2002年、フジテレビ）
- TV's HIGH（2001年、フジテレビ）
- プチドル（2002年、読売テレビ）
- 世界痛快伝説!!運命のダダダダーン!Z（2003年 - 2004年、朝日放送）
- ガガガガガレッジセール（2005年 - 2006年、日本テレビ）
- えいせい魂 とにかく金がないTV（2008年、BSジャパン）
- 極嬢ヂカラ（2010年1月 - 2012年9月、テレビ東京）
- 週刊EXILE（2010年1月 - 2014年7月、TBS）
- 不可思議探偵団（2010年4月12日 - 2011年3月7日、日本テレビ）
- ホンネ日和（2011年4月 - 2012年3月、中部日本放送）
- 趣味Do楽「わたしと野菜のおいしい関係〜知って、作って、食べて〜」（2013年8・9月期（2014年6・7月期アンコール放送）、NHK Eテレ）
- テラスハウス（2012年10月 - 2014年9月、フジテレビ）
  - TERRACE HOUSE ALOHA STATE（2015年9月 - 2020年5月、Netflix）
- 世界の日本人妻は見た!（2013年4月 - 2017年9月、毎日放送）
- バイキング（2016年4月5日 - 2019年3月26日[16]、フジテレビ） - 火曜レギュラー
- EXD44（2016年4月12日 - 2019年4月1日、テレビ朝日）[17]
- これって私だけ?（2020年7月7日 - 2021年1月19日、朝日放送）- 声の出演
- SMAP×SMAP（フジテレビ）
- さんまのSUPERからくりTV（TBS）
- とんねるずのみなさんのおかげでした（フジテレビ）
- たけしのその時カメラは回っていた（2019年2月 - 2022年3月23日、NHK総合）
- ニュース シブ5時（NHK総合）
- タモリ倶楽部（テレビ朝日）
- セブンルール（2017年4月 - 2023年3月28日、関西テレビ・フジテレビ）
- 恋するアテンダー（2022年11月17日 - 2023年9月29日、テレビ朝日）

### テレビドラマ
- 銀河テレビ小説「はねっかえり純情派」（1987年、NHK総合テレビ） - ※ドラマデビュー作
- ドラマ23「ウッチャンナンチャンの純愛の街」（1989年、TBS）
- いとしの未来ちゃん（1997年、テレビ朝日）
- 世にも奇妙な物語 秋の特別編「ママ新発売!」（2001年、フジテレビ） - キキ 役
- 私立探偵 濱マイク（2002年、読売テレビ） - 予告編ナレーター
- いま何待ち?（2002年 - 2003年、フジテレビ）
- マンハッタンラブストーリー（2003年10月 - 12月、TBS） - 土井垣晴子 役
- 女と男と物語 PART II（2003年、朝日放送）
- オー!マイ・ガール!!（2008年10月 - 12月、日本テレビ） - 大空ひなこ 役
- 深夜食堂（2009年、毎日放送） - 風見倫子 役
- あり得ない!（2010年、毎日放送） - ストーリーテラー
- 遠まわりの雨（2010年3月27日、日本テレビ） - ともえ 役
- 刑事・鳴沢了〜史上最悪の24時間〜（2010年5月29日、フジテレビ） - 亀井鑑識 役
- セカンドバージン（2010年10月 - 12月、NHK） - 愛子 役
- 祝女〜shukujo〜（2011年、NHK）
- 陽はまた昇る（2011年7月 - 9月、テレビ朝日） - 立花琴美 役
- ゴーイング マイ ホーム（2012年10月 - 12月、関西テレビ） - 伊藤多希子 役
- 女と男の熱帯（2013年、WOWOW） - 白木ルミ 役
- ほんとにあった怖い話 夏の特別編2013「2階が怖い」（2013年、フジテレビ） - 畑野早紀 役
- 戦力外捜査官（2014年1月 - 3月、日本テレビ） - 海月桃子 役
- ラスト・ドクター〜監察医アキタの検死報告〜（2014年7月 - 9月、テレビ東京） - 竹内亮子 役
- ヒガンバナ〜女たちの犯罪ファイル（2014年10月24日、日本テレビ） - 柳幸子 役
  - ヒガンバナ〜警視庁捜査七課〜（2016年1月 - 3月、日本テレビ）
- だから荒野（2015年1月 - 3月、NHK BSプレミアム） - 滝川知佐子 役
- 問題のあるレストラン（2015年1月 - 3月、フジテレビ） - 烏森奈々美 役
- 恋愛あるある。「シングルママ恋愛あるある」（2015年6月24日、フジテレビ） - 清水 役
- 松本清張特別企画・共犯者（2015年9月30日、テレビ東京） - 村田桂子 役
- HiGH&LOW〜THE STORY OF S.W.O.R.D.〜（2015年10月 - 12月、日本テレビ） - ヤマトの母 役
- トランジットガールズ（2015年11月 - 12月、フジテレビ） - 小百合の母 役[18]
- 孤独のグルメ Season5 第11話（2015年12月12日、テレビ東京） - ママ 役
- 富士ファミリー2017（2017年1月3日、NHK） - 遠山霧子 役
- リバース（2017年4月 - 6月、TBS） - 乾恭子 役
- 命売ります（2018年1月 - 3月、BSジャパン） - 杉元杏子 役
- ヒモメン（2018年7月 - 9月、テレビ朝日） - 尾島和子 役
- 我が家のヒミツ（2019年3月3日 - 3月31日、NHK BSプレミアム） - 語り
- ボイス 110緊急指令室（2019年7月 - 9月、日本テレビ） - 森下志津 役
- 捨ててよ、安達さん。 第11話（2020年6月27日、テレビ東京） - パジャマ 役
- 極主夫道 第4・5話（2020年11月1日・8日、日本テレビ） - 美久の母 役
- 逃げるは恥だが役に立つ ガンバレ人類! 新春スペシャル!!（2021年1月2日、TBS） - ぱほりん（声） 役 [19]
- じゃない方の彼女（2021年10月11日 - 12月27日、テレビ東京） - 小谷弘子 役[20]
- 連続テレビ小説 カムカムエヴリバディ（2021年度後期、NHK） - 雉真美都里 役[21]
- シリーズ・横溝正史短編集III「池松壮亮×金田一耕助3『女の決闘』」（2022年2月26日、NHK BSプレミアム）[22]
- 魔法のリノベ（2022年7月18日 - 9月19日、関西テレビ・フジテレビ） - 小笠原京子 役[23]
- よだれもん家族 第22話（2022年9月4日、テレビ東京）- 宇津善美 役
- 完全に詰んだイチ子はもうカリスマになるしかないの（2022年11月2日 - 12月21日、テレビ東京） - 有加里千鶴 役[24]
- 9ボーダー（2024年4月19日 - 6月21日、TBS） - 辻本あつ子 役[25]
- 東京タワー（2024年4月20日 - 6月15日、テレビ朝日） - 小島陽子 役[26]
- モンスター（2024年10月14日 - 12月23日、関西テレビ・フジテレビ） - 大草圭子 役[27]
- わが家は楽し - 加代 役（2025年3月13日、TBS）[28]

### テレビアニメ
- がんばれ!キッカーズ（1986年 - 1987年、日本テレビ） - 上杉明菜 役[29]
- 地獄少女 三鼎（2008年 - 2009年、TOKYO MX/毎日放送ほか）オープニングナレーション[30]
- おでんくん（2008年、NHK教育） - ガングロママ 役

### ウェブテレビ
- PEEK CAR BOO(ピーカーブー)（2021年8月5日 - 視聴終了、ABEMA）[31]
- サニー（2024年7月10日、Apple TV+）[32]
- ラブパワーキングダム～恋愛強者選挙～（2025年2月19日 - 4月9日、ABEMA） MC[33]

### ウェブドラマ
- グラスハート（2025年7月31日 - 、Netflix） - 西条モモコ 役[34]

### 映画
- episode 2002 Stereo Future（2001年6月2日公開、東北新社） - 運転手の女性 役
- 誰も知らない（2004年8月7日公開、シネカノン） - 福島けい子 役
  - キネマ旬報ベスト・テン助演女優賞
- いま、会いにゆきます（2004年10月30日公開、東宝） - 浜中晶子 役
- THE 有頂天ホテル（2006年1月14日公開、東宝） - 桜チェリー 役
- 7月24日通りのクリスマス（2006年11月3日公開、東宝） - 海原和子 役
- ゲゲゲの鬼太郎（2007年4月28日公開、松竹） - ろくろ首 役
- 歩いても 歩いても（2008年6月28日公開、シネカノン） - 片岡ちなみ 役
- ボーイズ・オン・ザ・ラン（2010年1月30日公開、ファントム・フィルム） - しほ 役
- 誘拐ラプソディー（2010年4月3日公開、角川映画） - 篠宮多香子 役
- ワラライフ!!（2011年1月29日公開、ファントム・フィルム） - 小倉良子 役
- R100（2013年10月5日公開、ワーナー・ブラザース） - 片山節子 役
- テラスハウス クロージング・ドア 禁断の副音声版（2015年5月16日 - 29日の期間限定、東宝）[35]
- HiGH&LOW THE MOVIE（2016年7月16日公開、松竹） - 朝比奈寿子 役[36]
- 兄に愛されすぎて困ってます（2017年6月30日公開、松竹） - 橘あずさ 役[37]
- 世界は今日から君のもの （2017年7月15日公開、アークエンタテインメント） - 美佳 役
- 君が君で君だ（2018年7月7日公開、ティ・ジョイ） - 星野 役[38]
- 走れ!T校バスケット部 （2018年11月3日公開、東映） - 小山先生 役
- こんにちは、母さん（2023年9月1日公開、松竹）- 琴子・アンデション 役
- ファーストキス 1ST KISS（2025年2月7日公開、東宝）[39]
- 戦争と対話（2025年8月30日公開予定、信越放送）[40]

### 劇場アニメ
- friends もののけ島のナキ（2011年、東宝） - ねこもののけ・ミッケ 役

#### 吹き替え
- きかんしゃトーマス めざせ!夢のチャンピオンカップ（2023年、東京テアトル） - ファローナ 役[41]

### Webアニメ

#### 吹き替え
- きかんしゃトーマス ソドーカップへの道（2023年） - ファローナ 役

### 舞台
- 空飛ぶ雲の上団五郎一座 『アチャラカ再誕生』（2002年）
- シティボーイズミックス PRESENTS NOTA -恙無き限界ワルツ- （2003年）
- 朗読劇『ラヴ・レターズ』（2016年8月6日、パルコ劇場） - メリッサ 役[42]

#### 降板
- リーディングアクト『ドウキの…』（2021年、よしもと有楽町シアター）[43]
  - 新型コロナウイルスの濃厚接触者に該当したため降板[44]。

### ラジオ
- サウンズウイズコーク（1984年、TBSラジオ）[5]
- 男たちには判らない（1986年 - 1987年、FM愛知 水曜深夜26:00 - 26:30）- 野崎沙穂と共演[5]。
- 真夜中らじお組（1988年10月 - 1989年3月、HBCラジオ 火曜日パーソナリティ）
- YOUのO型でゴメンネ（1989年4月 - 1990年3月、HBCラジオ）
- MBSヤングタウン木曜日（1990年4月 - 1992年9月、毎日放送ラジオ）
  - ダウンタウン、今田耕司、メンバメイ・ココ、木村祐一→大竹まこと、ローリー寺西、きんた・ミーノと共演
- MOONLIGHT 抱きしめて!!（1991年4月 - 1991年10月、文化放送　金曜パーソナリティ）

### CM
- NTTコミュニケーションズ「OCN」
- 日本テレコム「ODNプーさんメール2」
- 三菱電機「Miteシリーズ」
- TBC
- NTTドコモ九州
- 東芝
- 日本マクドナルド
- サントリー
  - 「紅茶のお酒」（1991年）(FAIRCHILDとして)
  - 「カロリ」（2012年） ※佐々木希と共演
- 日本コカ・コーラ「フルーツラボ」（2002年）
- P&Gジャパン
  - 「レノア」（2004年 - ） - 犬主婦・るりこ 役（声優）※清水ミチコ・大塚寧々他と共演
  - 「アリエールダニよけプラス」（2019年10月 - ） - 大島美幸、大沢あかねと共演
- NECパソコン「VALUESTAR S」（2004年 - ）
- グリコ乳業「プッチンプリン」（2005年） - 藤井隆と共演
- 日清製粉
- ダイハツ工業「ミラ・カスタム」 - 村田かすみ役 ※柳楽優弥と共演
  - 『乗り換え篇』（2006年12月21日 - ）
  - 『洗車だけ篇』（2007年1月 - ）
  - 『悩み相談篇』（2007年3月 - ）
  - 『今夜はデリバリー篇』（2007年8月 - ）
  - 『1リットルの応援 篇』（2007年12月 - ）
- ロッテ
  - 「ガーナチョコレート」（2008年）  - 長澤まさみ・森迫永依と共演
  - 「ラミー」「バッカス」（2020年10月 - ）[45]
- 任天堂「立体ピクロス」（2009年）
- カゴメ「やさいしぼり」（2009年）[46]
- 日産自動車「キューブ」（2010年6月 - ） - 声優[47]
- コーセー「グランデーヌ ルクサージュ」 （2010年）[48]
- ディー・エヌ・エー Mobage「いい大人の、モバゲー」（2010年 - ）
- サントリー食品インターナショナル「黒烏龍茶」（2011年） - ハンサム部長の妻役（声優） ※草刈正雄と共演
- ジョンソン・エンド・ジョンソン「リステリン」（2012年3月 - ）[49]
- 大丸「大丸グランフェスタ」（2012年10月） - ナレーション ※関西限定CM。『「しゃべるねこ、しおちゃん」、おかいもの篇』
- サッポロビール「麦とホップ」（2013年 - ）[50]
- リクルート
  - 「ゼクシィ」（2014年1月） - ナレーション[51]
  - 「ホットペッパーグルメ」（2017年 - ） - 西島秀俊と共演[52]
- la belle vie グラムール セールス（2014年11月）イメージキャラクター ※斎藤工と共演[53][54]
- みずほ銀行「年末ジャンボ宝くじ」（2015年11月 - ） - 所ジョージ、米倉涼子、原田泰造、武井壮、要潤と共演[55]
- クリーマ「ハンドメイドマーケットプレイス」（2019年1月 - ） - クリーマ姉さんの声優[56]
- ハウス食品グループ本社「C1000ビタミンレモン」（2020年6月 - ） - しぃちゃんの声優[57]
- セブン＆アイ・ホールディングス「セブンマイルプログラム」 （2021年12月21日 - ） - WEBCM[58]
- キリンビール「キリン一番搾り 糖質ゼロ」（2022年1月 - ） - WEBCM[59]
- RINX「男は、脱ぐ。Men for Men」篇（2024年2月3日 - 12日）※アンバサダー就任[60]

### ミュージックビデオ
- GENERATIONS from EXILE TRIBE「DREAMERS」（2019年）[61]

### 連載
- PIVIm特集・連載（2024年・2025年、PIVIm）
  - ソウル・駅近5分旅  Version.３スピンオフ
  - \YOU ＆ どりあんず・堤太輝が味わう/ ソウル・駅近5分グルメ企画（Vol.1〜5）
  - SATOKOがPIVImなソウル旅をきっちりコーディネート！ やっぱり楽しい！アガる韓国、YOU＆MEGUMIとご案内します[62]
  - SATOKO Presents YOU＆MEGUMIがリアルに楽しむ PIVIｍなソウル旅 （Vol.1・2）

## 受賞歴
- 2004年度 第28回日本アカデミー賞 優秀助演女優賞（『誰も知らない』）
- 2004年度 第78回キネマ旬報ベスト・テン 助演女優賞（『誰も知らない』）
- 2007年 第18回日本ジュエリーベストドレッサー賞 40代部門